# Церква Покрови Пресвятої Богородиці (Бровари)
Церква Покро́ви Пресвято́ї Богоро́диці  — храм Православної церкви України в місті Бровари.

## Історія
14 березня 2000 року, відбулися установчі збори громадян міста Бровари, які заснували релігійну громаду Української православної церкви Київського Патріархату парафії Покрови Пресвятої Богородиці. 

Пам'ятник жертвам Голодомору та політичних репресій. Споруджено 2008 року

Навесні 2001 року на місці побудови храму на кошти, виділені міським головою та за матеріальної підтримки Броварського комунгоспу (начальник В. І. Степанов) було встановлено хрест, і 24 квітня його освятив Патріарх Київський і всієї Руси-України Філарет. За два літніх місяці 2001 року на ділянці, де має постати храм, на кошти, виділені Святійшим Патріархом Філаретом, зведено каплицю. Служба в ній почалася з 21 жовтня, а в неділю 11 листопада вже за настоятеля священика В'ячеслава Стрельцова каплиця була освячена Святійшим Патріархом Філаретом. У ній проводяться регулярні богослужіння, кількість парафіян зростає. Почався благородний процес надання церкві спонсорської допомоги. У грудні 2003 року настоятелем парафії призначено Святійшим Патріархом Філаретом протоієрея Михаїла Лесюка, котрий з 2005 по 2008 роки звів новий храм у стилі українського бароко: довжина — 25 м, ширина — 17 м, висота з хрестом — 30 м, хрестовидна форма, двокупольний, оскільки дзвіниця з'єднана з храмом.
Протягом 2005 — 2006 років возводилися стіни храму. 14 жовтня 2006 року в суботній день престольного свята парафії після святкового богослужіння відбулося освячення церковних дзвонів ієромонахом Федором (Бубнюком). Після урочистого освячення довгий час лунав мелодійний передзвін церкви.
У лютому 2007 року відбувся монтаж куполів. Протягом 2007 року відбувалися фасадні та внутрішні роботи, а також влаштування іконостасу тернопільськими різблярами. 7 січня 2008 року на свято Різдва Христового відбулося перше богослужіння. Розпис храму у 2008 році звершили іконописці львівської школи майстрів на чолі з Ігорем Леськовим.
12 жовтня 2008 року в недільний день новозудований храм відкрив свої двері. Урочисту службу освячення престолу і храму відслужили Святійший Патріарх Філарет та преосвященнійший Димитрій архієпископ Переяслав-Хмельницький за участю багатьох священиків у присутності великої кількості радісних парафіян.
У 2008 році було споруджено Меморіал на честь жертв Голодомору та політичних репресій  — чорний хрест і скорботна жінка з умираючою дитиною на руках. Пам'ятник побудований на кошти Френка Ставіцького, колишнього мешканця села Княжичі, що проживає в Австралії, який зробив грошовий внесок на побудову цього пам'ятника.